# Ojiva nuclear

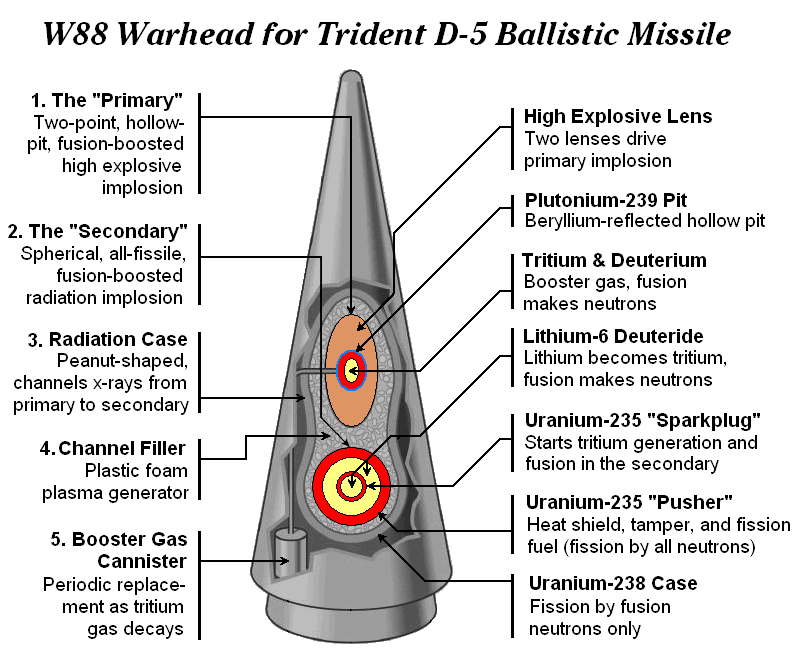
Esquema de una ojiva nuclear W88.

La ojiva nuclear (también conocida como cabeza nuclear) es un arma de destrucción masiva que forma parte de los misiles balísticos intercontinentales. Contiene como elemento explosivo plutonio o uranio si es de fisión, y, además hidrógeno (por ello el nombre de "bomba H") si es de fusión. 
Su fabricación a gran escala hizo temer su utilización masiva durante la Guerra Fría, debido a la continua tensión entre los dos bloques, liderados por Estados Unidos y la Unión Soviética. El Tratado de No Proliferación Nuclear prohíbe su venta o cesión internacional, y por lo tanto los países que las producen solo pueden hacerlo por sus propios medios.
Los países que poseen ojivas nucleares son Estados Unidos, Rusia, Francia, el Reino Unido, India, Pakistán, China, Corea del Norte e Israel.